# 南大西洋短吻獅子魚
南大西洋短吻獅子鱼，为輻鰭魚綱鮋形目杜父魚亞目狮子鱼科的其中一種。分布於南大西洋區，包括福克蘭群島及阿根廷南部海域，本魚體延長，腹膜淡色。尾部圓形。胸膜的肋骨不存在。鰓蓋葉非常細且透明。鰓裂延伸到胸鰭的第8個鰭條。皮膚具有細小的針狀棘但不密集。幽門盲囊幾乎像小瘤一樣。背鰭軟條43枚；臀鰭軟條36至37枚；脊椎骨48個，體長可達11.4公分。屬深海魚類，棲息在水深540至700公尺的海域，生活習性不明。